# Навля (Орловская область)
На́вля — село в Шаблыкинском районе Орловской области. Административный центр Навлинского сельского поселения.

## География
Расположено в 9 км к северу от поселка Шаблыкино, в 61 км к западу от Орла, в 3 км от границы с Брянской областью, у истока реки Навля.
| 2002 | 2010 |
| ---- | ---- |
| 266  | ↘199 |

## Этимология
Устаревшее название — Навль. Упоминается с первой половины XVIII века как село с Алексеевской церковью, бывшее владение Ржевских, в XIX веке — Чирковых и других.

## История
Из архивных документов известно: "По имеющейся на большом колоколе Навлинской церкви надписи видно, что это село в 1773 году называлось Алексеевским. Свое современное название село получило от истока реки Навли. Навля - со старославянского языка означает «русалка». 
Храм в Навли во имя Покрова Пресвятой Богородицы был построен в 1785 году на средства помещика Феодора Петровича Ржевского. 
В 1900 годах вся власть и земля была передана помещику, генералу Дмитрию Федоровичу Трепову. На его средства была открыта церковно-приходская школа.
В начале 1920-х годов в Навле создается школа крестьянской молодежи (ШКМ). 
До 1929 года село входило в Карачевский уезд Брянской губернии.
В 1929 году в селе были организованы 9 колхозов: «Путь Ленина», «Октябрьская заря», «Трудовик», «Труд крестьянина», «Свобода», «Свой труд», «Веселый путь», им. Пятой партконференции, им. Ворошилова.
С октября 1941 года село было в оккупации. Во время войны немцы сожгли школу, все общественные и личные постройки населения. Село было освобождено 12 августа 1943 года.
В 1944 году был открыт медицинский пункт.
В апреле 1954 года все колхозы Навлинского сельсовета были объединены в один колхоз — с 1964 года колхоз получил название «Заря коммунизма». 
Сельский клуб был построен в 1957 году. Открытие было приурочено к 40-летию Великой Октябрьской социалистической революции. 
В сентябре 1986 года была открыта школа, которая продолжает работу в настоящее время.
Навля - один из немногих населённых пунктов Орловской области, имеющих прямое (беспересадочное) сообщение с г. Орлом
В 2008 г. покинут последний дом левобережной части села (с тех пор нежилая).